# Heilige Andreas en Antonius van Paduakerk
De Heilige Andreas en Antonius van Paduakerk is een kerkgebouw in Oostelbeers in de gemeente Oirschot in de Nederlandse provincie Noord-Brabant. De kerk staat aan de Kerkstraat tegenover de toren van de oude Heilige Andreas en Antonius van Paduakerk. Hij ligt terug ten opzichte van de rooilijn en is met de pastorie verbonden door een gang.
De toren is gewijd aan Andreas en Antonius van Padua en is een rijksmonument.

## Geschiedenis
In 1207 wordt de kerk van Oostelbeers voor het eerst genoemd, deze kerk staat op de plaats waar nu nog de Oude Toren staat. Sinds 1672 betrekt men een schuurkerk en sinds 1853 de Heilige Andreas en Antonius van Paduakerk waarvan alleen de toren nog resteert.
In 1934 werd de huidige kerk gebouwd toen de neogotische kerk te klein werd. De kerk verrees zonder toren aan het plein tegenover de neogotische kerk naar een ontwerp van M. van Beek.

## Opbouw
Het gebouw is een niet-georiënteerde bakstenen kruiskerk bestaande uit een driebeukig schip met een oostelijke narthex, een transept en een driezijdig gesloten koor. Het schip heeft drie traveeën en smalle zijbeuken onder een lessenaarsdak die aansluiten op het zadeldak van het middenschip maar een minder sterke helling hebben. De zijbeuken hebben steunberen die eenmaal versneden zijn en voorzien zijn van natuurstenen afdekplaten. Tegen de voorgevel is een portaal geplaatst voorafgegaan door een bordes en een trap, met daarin een deur in een bakstenen spitsboogvormige omlijsting op een natuurstenen voet en erboven een spitsboogbovenlicht met bakstenen vorktracering, gevuld met glas-in-lood. Het transept springt iets uit ten opzichte van de zijbeuken en heeft driedelige ramen met vorktracering. Het schip en het transept liggen onder een samengesteld zadeldak en het koor is lager. Boven de viering bevindt zich een dakruiter: een klokkentorentje met spits.
De kerk heeft spitsboogvormige ramen die gevuld zijn met glas-in-lood. De wanden en gewelven van het interieur zijn uitgevoerd in schoon metselwerk.